# Metropolitana di Hangzhou
La metropolitana di Hangzhou è la metropolitana che serve la città cinese di Hangzhou. Attualmente è costituita da 12 linee totali, per 516 km di percorso.

## Storia
Il progetto per un sistema metropolitano nella città iniziò negli anni novanta del XX secolo, e i lavori iniziarono nel settembre 2003. Dopo un arresto della costruzione, i lavori vennero continuati nel 2005 dalla società Hangzhou Subway Group. Al 2015 sono attive tre linee per 57 stazioni e 81 km di percorso, tuttavia sono in costruzione e in progetto tre nuove linee, per oltre 50 km di nuove tratte.

## Linee
| Linea   | Capolinea (Distretto) | Capolinea (Distretto)  | Apertura | Ultima estens. | Lunghezza | Stazioni |
| ------- | --------------------- | ---------------------- | -------- | -------------- | --------- | -------- |
| Linea 1 | Xianghu               | Xiashajiangbin/Linping | 2012     | 2015           | 53,6      | 34       |
| Linea 2 | Chaoyang              | Qinjiang Road          | 2012     | —              | 27.985    | 21       |
| Linea 4 | Pengbu                | Jinjiang               | 2014     | ―              | 18,3      | 13       |
| Totale  | Totale                | Totale                 | Totale   | Totale         | 81,5      | 57       |